# Hacking to the Gate
「Hacking to the Gate」（ハッキング・トゥ・ザ・ゲート）は、 いとうかなこの15枚目のシングル。2011年4月27日にフロンティアワークスおよび5pb.から発売された。

## 概要
表題曲は、テレビアニメ『STEINS;GATE』のオープニングテーマに起用された。なお、同作へのタイアップは、「スカイクラッドの観測者」「A.R.」に続いて3作目。
前述の2作同様、本作においても、歌詞の内容は作品の世界観が反映されており、今作では、主人公の視点を意識したものとなっている。特に2番の歌詞は先の展開（ネタバレ）にも踏み込んでおり、本編を中盤辺りまで視聴してから聴くと、歌詞に込められた裏の意味が見えてくるような内容が志向されている。アニメ第23、24話では同曲2番が使用された。
限定盤のみ、いとうかなこ出演のミュージックビデオを収録。

## 収録曲
1. Hacking to the Gate
作詞・作曲：志倉千代丸、編曲：磯江俊道
テレビアニメ『STEINS;GATE』オープニングテーマ
2. リライアンス
作詞：いとうかなこ、作曲：安谷屋真之、編曲：磯江俊道
3. Hacking to the Gate (Off Vocal)
4. リライアンス (Off Vocal)

## 収録アルバム
| 曲名                | 収録アルバム | 発売日         |
| ------------------- | ------------ | -------------- |
| Hacking to the Gate | 『VECTOR』   | 2011年10月26日 |
| リライアンス        | 『VECTOR』   | 2011年10月26日 |

## カバー
- Roselia［湊友希那（相羽あいな）］ - ゲーム『バンドリ! ガールズバンドパーティ!』収録曲[3]。
- 神崎蘭子（内田真礼）-ゲーム『アイドルマスター シンデレラガールズ スターライトステージ』収録曲[4]。